# Bryan Tanaka
Bryan Kekoa Tanaka (Lacey, Washington, 11 de Abril de 1983) é coreógrafo, modelo, ator e dançarino profissional. Bryan Tanaka nasceu em Lacey, pequena cidade próxima a Olympia no dia 11 de abril de 1983. Ficou mundialmente conhecido como dançarino e coreógrafo de grandes estrelas da música internacional como Jennifer Lopez, Mariah Carey, Beyoncé, e Destiny's Child. Começou sua carreira como coreógrafo e dançarino profissional após os dezoito anos de idade, tendo antes disso praticado artes marciais, que segundo ele, o ajudou a conhecer e ter melhor domínio de seu corpo.

## Carreira
Seu primeiro trabalho foi na série Entourage do canal americano HBO. Bryan já se apresentou nas maiores premiações da música como Grammy, MTV Video Music Awards, European Music Awards. Foi indicado para o prêmio de melhor coreografia para o MTV Video Music Awards de 2010 por "Video Phone". Nesta mesma premiação se apresentou com Usher. Além de coreógrafo e dançarino, Bryan também atua como modelo e ator, tendo já realizado campanhas publicitárias para a Nike, Pepsi, McDonalds, Old Navy e iPod. É um dos mais requisitados profissionais de dança Hip Hop do mundo e instrutor do famoso Milennium Dance Complex em Los Angeles.
No início 2010, criou, dirigiu, coreografou e atuou na trilogia "Hook vs Bridge", com músicas de Kevin Cosson (que tem o álbum homônimo).

### 2014-presente: Primeiro single "Bounce"
O primeiro single de Bryan, Bounce (pela Sony Music e Voltron360), é também faixa bônus do DVD da cantora Wanessa, com quem já trabalhou também. A faixa estará no álbum de estreia, "BT Unleashed". Bounce é uma produção de Bryan com Kevin Hastings (que trabalhou Rihanna).
Ainda tem 2014, Bryan foi o diretor artístico e coreógrafo do Nike Maxim Awards que aconteceu na sede da empresa em Portland.
Também se apresentou com Madonna nas premiações do Grammy e Brit Music Awards em 2015.
Atualmente Bryan é Creative Director e namorado de Mariah Carey.

## Música
- 2014: Bounce

## Videoclipes
- 2014: Bounce - (Bryan Tanaka)[1]
- 2012: Blow Me Away Live - (Wanessa)
- 2011: Love on Top - (Beyoncé)
- 2011: End of Time Live - (Beyoncé)
- 2011: Run the World (Girls) - (Beyoncé)
- 2011: On the Floor - (Jennifer Lopez feat. Pitbull)
- 2011: What a Feeling - (Kelly Rowland feat. Alex Gaudino)
- 2010: Te Amo - (Rihanna)
- 2009: Bad Boys - (Alexandra Burke feat. Florida)
- 2009: Video Phone - (Beyoncé)
- 2007: Upgrade U - (Beyoncé)
- 2007: Don't Stop The Music - (Rihanna)
- 2007: Shut Up and Drive - (Rihanna)
- 2007: Umbrella - (Rihanna)
- 2006: Maneater - (Nelly Furtado)

## Turnês
- 2005: Destiny Fulfilled ... And Lovin' It" - (Destiny's Child)
- 2006: The Adventures of Mimi Tour" - (Mariah Carey)
- 2007-2008: The Good Girl Gone Bad Tour" - (Rihanna)
- 2009-2010: I Am... Tour" - (Beyoncé)
- 2010-2011: Last Girl on Earth Tour - (Rihanna)[6]
- 2012-2015: DNA Tour - Wanessa (apenas Coreógrafo e Diretor Artístico)
- 2016: Sweet Sweet Fantasy Tour - (Mariah Carey)

## Filmografia
- Entourage - HBO
- Hook vs Bridge - filme
- Bratz O Filme
- Beyoncé: Life is a Dream
- The LXD: The Secrets of Ra
- Step Up Revolution
- Dancing with The Starts
- All the Right Moves
- Mariah's World
- La La Land- Cantando Estações

## Indicado em Prêmio
- MTV Video Music Awards de 2010 por Video Phone.
- Melhor Dançarino pela Dance Track Magazine.
- Dance Video Awards - Hottest Male Dancer.